# Calliandra glomerulata
Calliandra glomerulata är en ärtväxtart som beskrevs av Gustav Karl Wilhelm Hermann Karsten. Calliandra glomerulata ingår i släktet Calliandra och familjen ärtväxter.

## Underarter
Arten delas in i följande underarter:
- C. g. glomerulata
- C. g. parvifolia